# Winter-Paralympics 2018/Teilnehmer (Österreich)
| stlisierte Goldmedaille | stlisierte Silbermedaille | stlisierte Bronzemedaille |
| ----------------------- | ------------------------- | ------------------------- |
| —                       | 2                         | 5                         |

Österreich nahm bei den Winter-Paralympics 2018 in Pyeongchang von 9. bis 18. März 2018 mit dreizehn Athleten teil, davon zehn alpine Skiläufer (acht Männer, zwei Frauen), zwei Snowboarder und eine Langläuferin.
Die Vereidigung und Verabschiedung des österreichischen Paralympics-Teams erfolgte am 20. Februar 2018 im Studio 44 der Österreichischen Lotterien.
Fahnenträgerin bei der Eröffnungsfeier am 9. März 2018 war Claudia Lösch.
Patrick Mayrhofer, Fahnenträger bei der Schlussfeier, gewann mit Silber im Banked Slalom die erste ÖPC-Medaille im Snowboard.

## Medaillenspiegel
| Sportart    | G | S | B | Gesamt |
| ----------- | - | - | - | ------ |
| Ski Alpin   | 0 | 1 | 4 | 5      |
| Snowboard   | 0 | 1 | 0 | 1      |
| Skilanglauf | 0 | 0 | 1 | 1      |
| Gesamt      | 0 | 2 | 5 | 7      |

## Medaillengewinner
| Name/n            | Sportart    | Wettkampf                                 |
| ----------------- | ----------- | ----------------------------------------- |
| Silber            |             |                                           |
| Claudia Lösch     | Ski Alpin   | Super-G sitzend                           |
| Patrick Mayrhofer | Snowboard   | Banked Slalom SB-LL1                      |
| Bronze            |             |                                           |
| Heike Eder        | Ski Alpin   | Slalom sitzend                            |
| Carina Edlinger   | Skilanglauf | Skilanglauf 7,5 km klassisch sehbehindert |
| Claudia Lösch     | Ski Alpin   | Riesenslalom sitzend                      |
| Markus Salcher    | Ski Alpin   | Abfahrt stehend                           |
| Markus Salcher    | Ski Alpin   | Super-G stehend                           |

## Teilnehmer

### Ski Alpin
- Heike Eder
- Markus Gfatterhofer
- Thomas Grochar
- Claudia Lösch
- Gernot Morgenfurt (mit Guide Christoph Gmeiner)
- Nico Pajantschitsch
- Roman Rabl
- Markus Salcher
- Simon Wallner
- Martin Würz

### Snowboard
- Patrick Mayrhofer
- Reinhold Schett

### Skilanglauf
- Carina Edlinger (mit Guide Julian Edlinger)